# Tobago Cycling Classic
A Tobago Cycling Classic, é uma competição de ciclismo que se desenvolve na ilha de Tobago a princípios de outubro.
Começou a disputar-se em 1986 e durante vários anos contava só com presença de ciclistas locais. Na década de 2000 a carreira começou a ter participação estrangeira. O formato utilizado era o de carreira por etapas, sendo cinco etapas, uma delas contrarrelógio.
Desde a edição de 2011, a prova mudou o formato. Conquanto se mantiveram os 5 dias de atividade, disputam-se competições para várias categorias em formato carreira e criterium.
A última carreira, é para competidores elite e sub-23 e está incluída no UCI America Tour enquadrada na categoria 1.2.

## Palmarés
| Ano  | Ganhador         | Segundo               | Terceiro        |
| ---- | ---------------- | --------------------- | --------------- |
| 2001 | Emile Abraham    |                       |                 |
| 2002 | Emile Abraham    |                       |                 |
| 2003 | Emile Abraham    |                       |                 |
| 2004 | John Lieswyn     | Scott Zwizanski       | Emile Abraham   |
| 2005 | Ivan Stević      |                       |                 |
| 2006 | Bruno Langlois   | Emile Abraham         | Phil Cortes     |
| 2007 | Andreas Henig    | Erik Mohs             | Nico Schneider  |
| 2008 | Heath Blackgrove | Fraude Scholz         | Emile Abraham   |
| 2009 | Peter Williams   | Lisban Quintero       | Fraude Scholz   |
| 2010 | James Sparling   | Martin Lang           | Dan Craven      |
| 2011 | Riccardo Zoidl   | Nick Daems            | Matthias Wiele  |
| 2012 | Darren Matthews  | Andrew Bajadali       | Michael Cuming  |
| 2013 | Jame Ramírez     | Mike Olheiser         | Calixto Belo    |
| 2014 | Óscar Pachón     | Adellyn Cruz          | Carlos Ospina   |
| 2015 | Adellyn Cruz     | Darren Matthews       | Aurélien Daniel |
| 2016 | James Piccoli    | Jame Ramírez          | Adellyn Cruz    |
| 2017 | Peter Schulting  | Nicklas Amdi Pedersen | Marcel Weber    |

- Em amarelo, edições amadoras.